# Calliaster quadrispinus
Calliaster quadrispinus is een zeester uit de familie Goniasteridae.
De wetenschappelijke naam van de soort werd in 1989 gepubliceerd door Liao.